# Forum São Paulo
Forum São Paulo (hisz. Foro de São Paulo) – konferencja lewicowych partii Ameryki Łacińskiej. Została uruchomiona przez brazylijską Partię Pracujących w 1990 roku. Forum zrzesza ugrupowania szukające alternatywy wobec neoliberalizmu.
Pierwsze spotkanie odbyło się w lipcu 1990 roku w São Paulo, pierwotnie nosiło nazwę "Encontro de Partidos e Organizações de Esquerda e Antiimperialistas da América Latina", w spotkaniu uczestniczyli przedstawiciele ponad 48 partii i ugrupowań Ameryki Łacińskiej.
Kolejne spotkania odbywają się co roku w różnych miastach Ameryki Południowej.

## Organizacje członkowskie[2]
- Argentyna: Komunistyczna Partia Argentyny (hisz. Partido Communista de Argentina)
- Brazylia: Brazylijska Partia Komunistyczna (port. Partido Comunista Brasileiro, PCB)
- Brazylia: Demokratyczna Partia Pracy (port. Partido Democrático Trabalhista)
- Brazylia: Partia Pracujących (port. Partido dos Trabalhadores, PT)
- Brazylia: Komunistyczna Partia Brazylii (port. Partido Comunista do Brasil, PCdoB)
- Brazylia: Brazylijska Partia Socjalistyczna (port. Partido Socialista Brasileiro, PSB)
- Boliwia: Ruch na rzecz Socjalizmu (hisz. Movimiento al Socialismo-Instrumento Político por la Soberanía de los Pueblos, MAS-IPSP)
- Chile: Komunistyczna Partia Chile (hisz. Partido Comunista de Chile)
- Chile: Socjalistyczna Partia Chile (hisz. Partido Socialista de Chile, PSCh)
- Chile: Partia Humanistyczna (hisz. Partido Humanista de Chile)
- Kolumbia: Alternatywny Biegun Demokratyczny (hisz. Polo Democrático Alternativo
- Kolumbia: Kolumbijska Partia Komunistyczna (hisz. Partido Comunista Colombiano)
- Kuba: Komunistyczna Partia Kuby (hisz. Partido Comunista de Cuba PCC)
- Ekwador: Alianza PAIS (hisz. Patria Altiva I Soberana)
- Salwador: Front Wyzwolenia Narodowego im. Farabunda Martíego (hisz. Frente Farabundo Martí para la Liberación Nacional, FMLN)
- Honduras: Libertad y Refundación (hisz.)
- Meksyk: Partido de la Revolución Democrática (hisz.)
- Meksyk: Partia Pracy (hisz. Partido del Trabajo, PT)
- Nikaragua: Sandinistowski Front Wyzwolenia Narodowego (hisz. Frente Sandinista de Liberación Nacional)
- Peru: Peruwiańska Partia Nacjonalistyczna (hisz. Partido Nacionalista Peruano)
- Urugwaj: Szeroki Front (hisz. Frente Amplio, FA)
- Wenezuela: Zjednoczona Partia Socjalistyczna Wenezueli (hisz. Partido Socialista Unido de Venezuela, PSUV)
- Wenezuela: Komunistyczna Partia Wenezueli (hisz. Partido Comunista de Venezuela, PCV)[3]